# 英國—烏克蘭安全合作條約
《英國—烏克蘭安全合作條約》（英語：UK-Ukraine Agreement on Security Co-operation），全稱《大不列顛及北愛爾蘭聯合王國與烏克蘭安全合作條約》（英語：Agreement on Security Co-operation between the United Kingdom of Great Britain & Northern Ireland and Ukraine），是一項條約，旨在保障烏克蘭的安全，內容涉及情報分享、醫療和軍事培訓，以及國防產業合作。該條約由烏克蘭總統弗拉基米爾·澤連斯基和英國首相辛偉誠簽署，自簽署之日起生效，有效期為10年，並可續約。

## 背景
俄羅斯對烏克蘭的全面入侵造成烏克蘭的基礎設施、經濟和人口的嚴重損害。這導致烏克蘭必須努力改變自身的安全環境以保護主權、領土完整、邊界和公民的安全，並確保可持續發展。烏克蘭參考一些成功的安全模式，例如美國對韓國經濟復甦和防衛的支援，以及美國對中華民國和以色列的安全合作。
2022年5月24日，烏克蘭總統辦公室主任安德烈·葉爾馬克和前北大西洋公約組織秘書長安諾斯·福格·拉斯穆森共同領導的國際小組成立，其任務是為烏克蘭提供安全保障方案。該小組在7月1日召開了首次會議，並在9月13日發表了一份名為《基輔安全協議·烏克蘭的國際安全保障：建議》的報告。報告中強調，烏克蘭最重要的安全保障是依據《聯合國憲章》第51條防禦侵略者的自衛能力，而且保證必須在雙邊協議的基礎上具有政治和法律約束力，包括要符合《基輔安全協議》。
2023年7月12日，在立陶宛首都維爾紐斯舉行的北約峰會上，七大工業國同意一份支持烏克蘭的聯合聲明。接下來烏克蘭要和各個保證國簽訂雙邊的安全條約。每個國家都將與烏克蘭合作，制定具體的長期雙邊安全承諾和條約。如果俄羅斯將來發動武裝侵略，這些國家會馬上和烏克蘭商討應對措施。目前已經有30個國家加入「安全保證」計劃。
2023年8月11日，烏克蘭和英國開始在工作層面談判雙邊的安全保證條約。2024年1月12日，英國成為第一個簽署最終條約的國家。

## 簽署條約

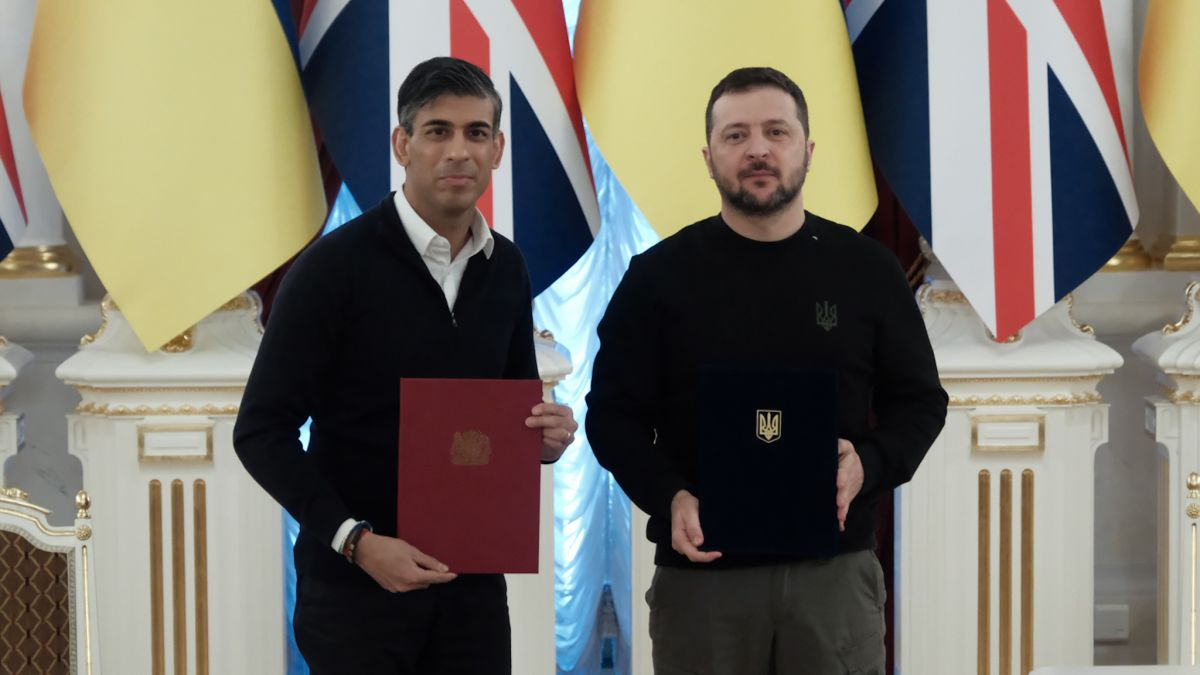
英國首相辛偉誠（左）與烏克蘭總統弗拉基米爾·澤連斯基（右）展示已簽署的安全條約

2024年1月24日，英國首相辛偉誠訪問基輔期間，烏克蘭和英國簽安全條約。烏克蘭總統弗拉基米爾·澤連斯基說這是一份「史無前例和具有歷史意義」的條約。
「如果我們早在1991年就和英國達成這樣的保證，那麼就不會有這場戰爭。」——弗拉基米爾·澤連斯基
英國還宣佈對烏克蘭的最大規模的國防援助，高達25億英鎊（超過30億美元）。澤連斯基感激辛偉誠和英國人民送來的暴風影導彈及MBT LAW反坦克飛彈，並授予他自由勳章。

## 條款
該條約是英國對烏克蘭的提供安全保證的正式承諾，涵蓋情報、網絡、醫療、軍事和國防工業等方面的合作。文件還包含了一系列雙邊合作的軍事和民事方面的條款。
該條約自簽署之日起生效，有效期為10年，並可續約。條約指出，英國將繼續向烏克蘭提供保證，直到2034年。
在該條約中，英國對烏克蘭的安全保證主要包括：
- 向烏克蘭提供全方位的幫助，保護和恢復其在國際上承認的邊界，包括領海和專屬經濟區，恢復國家經濟和保護其公民；
- 預防和積極遏制和反制任何軍事升級和／或俄羅斯的新一輪侵略；
- 支持烏克蘭未來加入歐洲和大西洋組織，包括支持烏克蘭的改革計劃和與北約的兼容性。

## 國際反應
美國駐烏克蘭大使布里奇特·布林克在評論烏克蘭和英國之間的安全條約時表示，美國也希望與烏克蘭簽訂一項安全條約。
俄羅斯前總統兼現任安全會議副主席德米特里·梅德韋傑夫威脅說，如果英國在烏克蘭部署軍隊，他將向英國宣戰。